# Новгородское восстание (1650)
Новгородское восстание 1650 года — одно из городских восстаний в России в середине XVII века, произошедшее в Великом Новгороде.
Поводом для начала Новгородского восстания стал рост цен на хлеб, из-за осуществлявшихся в то время крупных закупок зерна для исполнения правительством обязательства поставить Швеции зерно в счёт компенсации за перебежчиков с прибалтийских территорий, уступленных шведам по Столбовскому миру 1617 года, после окончания Смутного времени. Участники восстания (ремесленники, часть стрельцов и городская беднота) в середине марта 1650 года отстранили от власти воеводу новгородского — окольничего  Фёдора Хилкова и разгромили дворы многих зажиточных горожан.
Восставшие избрали земских старост и поставили во главе городского самоуправления митрополичьего приказного И. Жеглова, а новгородский митрополит Никон 19 марта был избит толпой за то, что проклял 17 марта с церковного амвона новоизбранных правителей города.
Посланный в Великий Новгород царём Алексеем Михайловичем дворянин Соловцов был арестован и несколько дней просидел под караулом. Попытки восставших связаться с участниками Псковского восстания, проходившего в то же время, были безуспешны.
Войско князя И. Н. Хованского, прибывшее для подавления восстания, несколько дней простояв у стен города, 13 апреля без сопротивления вступило в город. Противостояние и противоречия в Великом Новгороде между людьми разного достатка, непоследовательность Жеглова, непоколебимая позиция митрополита Никона, отстаивавшего интересы царя, привели к поражению Новгородского восстания. Согласно первоначальному указу руководители восстания подлежали аресту, пятеро из них — казни, около сотни — порке кнутом и ссылке на север, в Астрахань и на Терек. Однако вскоре приговор был смягчён: четверых «бить кнутом нещадно», троих — бить батогами, сто шестьдесят два человека — бить кнутом и отдать на поруки.